# Juan Gómez de Mora
Juan Gómez de Mora (* 1586 in Cuenca; † 1648 in Madrid) war ein spanischer Renaissance-Architekt und einer der Hauptvertreter des späten Herrera-Stils.

## Leben
Juan Gómez de Mora war Sohn des Hofmalers Juan Gómez und Neffe des Architekten Francisco de Mora (um 1553–1610). Nach dem Tod seines Onkels wurde er im Alter von nur 24 Jahren vom spanischen König Philipp III. (reg. 1598–1621) zum leitenden Architekten (Maestro mayor de obras) am Bau des im Jahr 1734 durch einen Brand zerstörten Alcázar von Madrid ernannt. Auch unter dessen Nachfolger Philipp IV. (reg. 1621–1665) erhielt er wichtige Planungs- und Bauaufträge.

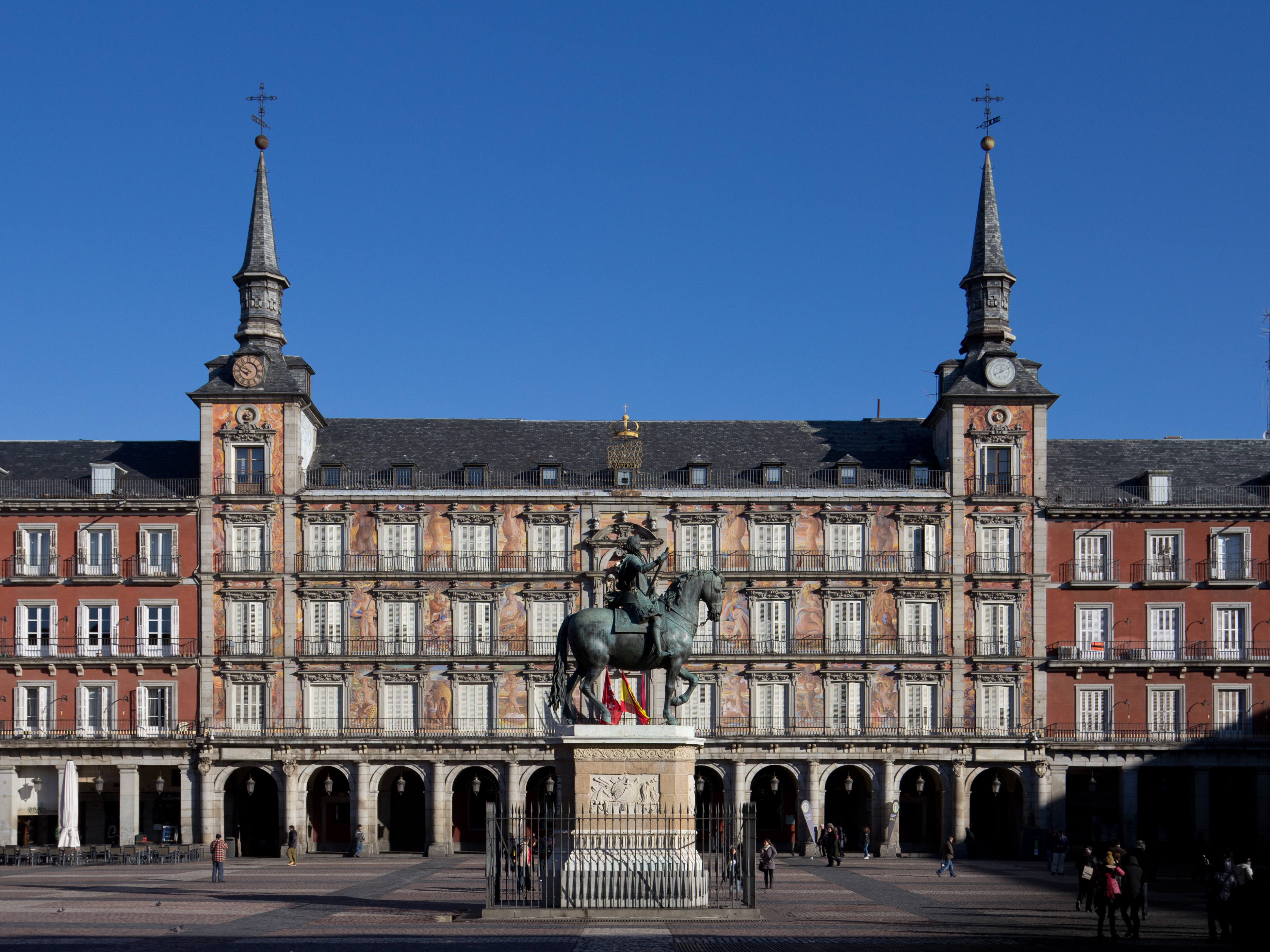
Casa de la Panadería, Madrid

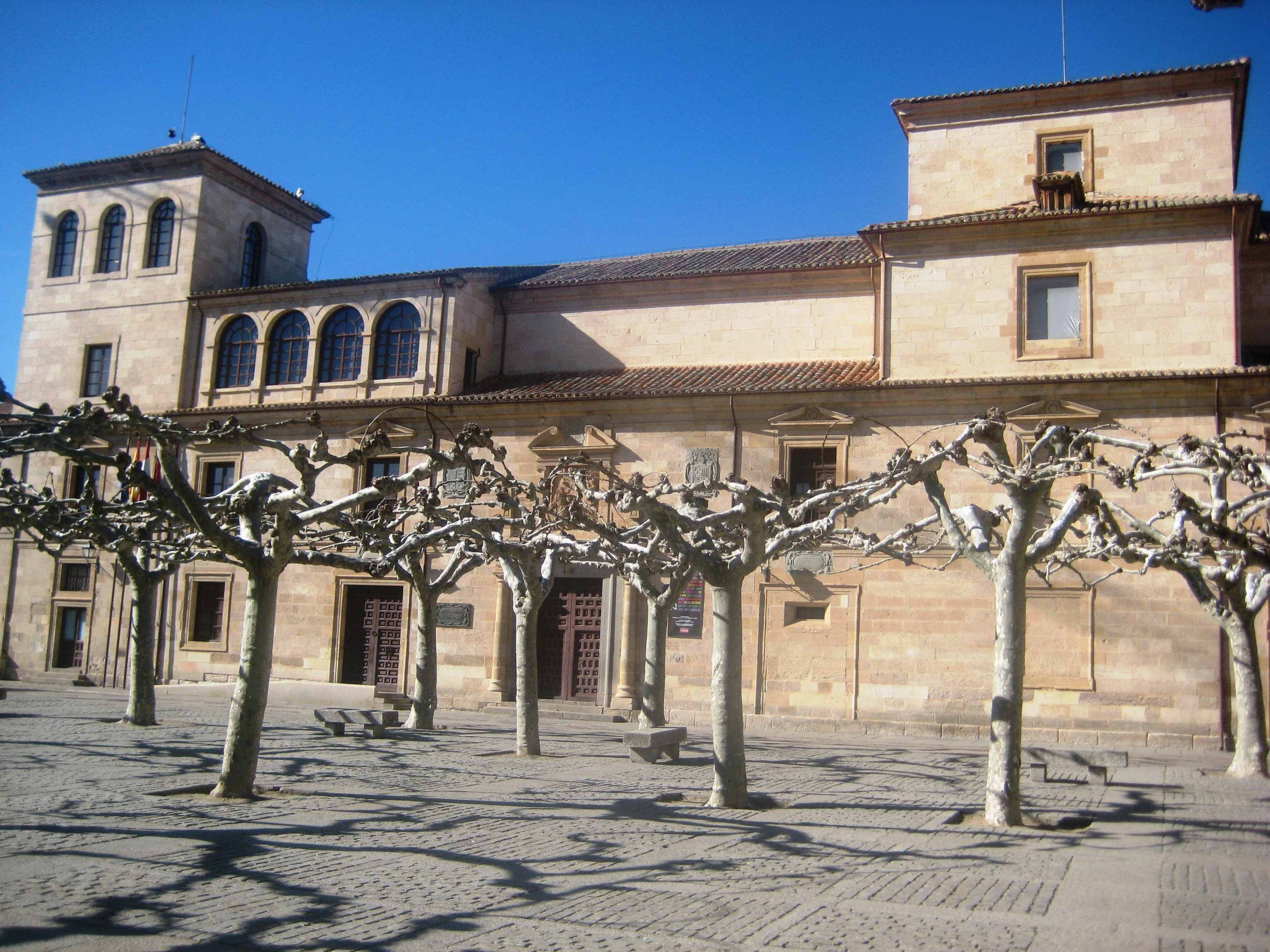
Hospital de la Encarnación, Zamora

## Werk
Zu den wichtigsten erhaltenen Bauten zählen:
Madrid
- Convento de San Gil (nach 1613)
- Casa de la Panadería (1617–1619)
- Palacio de Santa Cruz (1629–1636)
- Casa de Villa (1640–1644)

außerhalb
- Palacio Ducal (Medinaceli) (1625–um 1645)

Er entwarf Pläne für:
- Convento de las Bernardas, Alcalá de Henares
- Convento de Agustinas Recoletas, Pamplona (um 1624)
- Hospital de la Encarnación, Zamora (um 1629)